# Human technology
Human technology is een breed vakgebied dat zich richt op het verbeteren van gebruiksvriendelijkheid door middel van creatieve en innovatieve methoden. Binnen Human Technology zijn drie richtingen te onderscheiden: ICT, productontwikkeling en huisvesting. 
Een Human technology ingenieur fungeert als intermediair tussen gebruikers en ontwikkelaars van technische producten. De Human technology ingenieur doet onderzoek, adviseert en faciliteert het ontwikkelen van technologie in de woon-, werk- en leefomgeving zodanig dat wordt uitgegaan van de kenmerken, wensen en behoeften van de verschillende gebruikersgroepen, rekening houdend met trends en de markt. De Human technology ingenieur kan zich inleven in de  doelgroep / consument en de wensen en behoeften vertalen naar technische mogelijkheden.